# Великобритания на «Евровидении-1964»
Великобритания принимала участие в «Евровидении 1964», проходившем в Копенгагене, Дания, 21 марта 1964 года. На Евровидении её представил Мэтт Монро с песней «I Love the Little Things», выступивший восьмым. В этом году страна получила 17 баллов, заняв второе место. Комментаторами конкурса от Великобритании в этом году стали Дэвид Джейкобс (BBC TV) и Том Слоан (BBC Light Programme), а глашатаем — Майкл Аспел.
Во время выступления Мэтта Монро сопровождал оркестр под руководством дирижёра Гарри Рабиновица.

## Национальный отбор
| Номер | Песня                          | Баллы | Место |
| ----- | ------------------------------ | ----- | ----- |
| 1     | «Choose»                       | 16    | 4-е   |
| 2     | «It's funny how you know»      | 11    | 6-е   |
| 3     | «I love the little things»     | 87    | 1-е   |
| 4     | «I've got the moon on my side» | 43    | 2-е   |
| 5     | «Ten out of ten»               | 15    | 5-е   |
| 6     | «Beautiful, beautiful»         | 20    | 3-е   |

Национальный отбор состоялся 7 февраля 1964 года в телецентре BBC в Лондоне. Ведущим отбора стал Дэвид Джейкобс. В качестве исполнителя изначально был отобран Мэтт Монро, который исполнил все 6 песен. Победившая песня была выбрана 16 региональными жюри. 

## Страны, отдавшие баллы Великобритании
Каждая страна присуждала от 1 до 5 баллов пяти наиболее понравившимся песням.
| Отдали Великобритании… | Отдали Великобритании… | Отдали Великобритании…              |
| 5 баллов               | 3 балла                | 1 балл                              |
| ---------------------- | ---------------------- | ----------------------------------- |
| Швейцария Норвегия     | Финляндия              | Германия Нидерланды Австрия Франция |

## Страны, получившие баллы от Великобритании
| 5 баллов | Италия     |
| 3 балла  | Финляндия  |
| 1 балл   | Нидерланды |